# 제임스 체스터
제임스 그랜드 체스터(James Grant Chester, 1989년 1월 23일 ~ )는 배로에서 활약하고 있는 웨일스의 축구 선수이다. 원래 잉글랜드 출신의 선수이나 2014년 어머니가 태어난 웨일스 축구 국가대표팀을 선택했으며, 웨일스가 UEFA 유로 2016 본선에 오르는데 일조하였다.